# Mitja Mörec
Mitja Mörec (* 21. Februar 1983 in Murska Sobota) ist ein ehemaliger slowenischer Fußballspieler und nunmehriger -trainer.

## Karriere

### Als Spieler

#### Verein
Mörecs erste Profistation war der NK Mura in der ersten slowenischen Liga. 2002 wechselte er zum SK Sturm Graz. Seine ersten Spiele für Sturm machte der Innenverteidiger in der Regionalliga bei den Amateuren. Seinen ersten Einsatz in der österreichischen Bundesliga hatte er 2004. Nach Engagements bei Maccabi Herzliya in Israel, ZSKA Sofia, Slavia Sofia und Lyngby BK stand er in der Saison 2011/12 beim niederländischen Ehrendivisionär ADO Den Haag unter Vertrag. 2012 wechselte er zurück zum ND Mura 05. Nachdem Mörec in der Spielzeit 2013 für Qaisar Qysylorda gespielt hatte, wechselte er im Jahr 2014 nach Aserbaidschan zu Rəvan Baku FK.
Im Jahr 2015 beendete Mörec seine Profilaufbahn Hoàng Anh Gia Lai in Vietnam. Er ging zum österreichischen Amateurverein FC Bad Radkersburg in die steirische Unterliga Süd (sechste Ligastufe). Dort spielte er bis zum Jahr 2017. Ab Anfang 2019 spielte er für den Favoritner AC in der Wiener Stadtliga. Beim FavAC beendete er nach der Saison 2019/20 seine Karriere als Aktiver.

#### Nationalmannschaft
Mörec war slowenischer U-21-Nationalspieler. Seit 2007 absolvierte er 14 Spiele für die slowenische A-Nationalmannschaft.

### Als Trainer
Mörec war ab November 2018 Jugendtrainer beim Favoritner AC, bei dem er auch spielte. Im Mai 2020 wechselte er zum SV Wienerberg, bei dem er als Co-Trainer fungierte. Im Januar 2021 wurde er Co-Trainer von Roman Ellensohn beim Zweitligisten Floridsdorfer AC. Im April 2021 trennte sich der FAC von Ellensohn, woraufhin Mörec gemeinsam mit dem zweiten Co-Trainer Alexandar Gizow interimistisch Cheftrainer wurde. Dem Gespann, das die Wiener auf Tabellenrang 14 übernommen hatte, gelang es in sieben Spielen als Interimstrainer vier Partien zu gewinnen und so platzierte sich der FAC zu Saisonende noch auf dem neunten Rang. Im Juni 2021 wurde Mörec endgültig zum Cheftrainer befördert, während ihm Gizow fortan als Co-Trainer zur Seite stand. Unter Mörec’ Führung wurde Floridsdorf in der Saison 2021/22 hinter dem SC Austria Lustenau Vizemeister der 2. Liga.
Nach über vier Jahren als Trainer der Wiener wechselte er zur Saison 2025/26 zum Bundesligisten FC Blau-Weiß Linz, bei dem er einen bis 2027 laufenden Vertrag erhielt.